# Best Of (Angelo Branduardi)
Best Of è un album di Angelo Branduardi del 1992.
In quest'anno Branduardi passa alla EMI, lasciando definitivamente la Polydor.
Questa è la prima raccolta prodotta dalla nuova casa discografica.
Il disco, a parte la copertina, è identico a Confessioni di un malandrino. Il meglio di Angelo Branduardi, e ne riprende anche le note sui nuovi arrangiamenti.
Unica differenza rispetto alla raccolta precedente: la sostituzione del brano Il marinaio con una nuova versione de La volpe.
Per questo disco è stato prodotto anche un CD promozionale con i brani:
- La pulce d'acqua
- Cogli la prima mela
- La luna

## Tracce
1. La luna
2. Confessioni di un malandrino
3. La serie dei numeri
4. Il dono del cervo
5. Alla fiera dell'est
6. Sotto il tiglio
7. La pulce d'acqua
8. Ballo in fa diesis minore
9. Il ciliegio
10. Cogli la prima mela
11. Il signore di Baux
12. La volpe
13. Il violinista di Dooney
14. Tango
15. Madame

## Versione in francese
Fu prodotta anche una versione in francese del disco (stampato solo su CD) in cui appare come unico brano in italiano: "Il violinista di Dooney"
1. La lune
2. Confessions d'un malandrin
3. La série des nombres
4. Le don du cerf
5. À la foire de l'est
6. Sous le tilleul
7. La demoiselle
8. Bal en fa diese mineur
9. Le cerisier
10. Va où le vent te mène
11. Le seigneur des Baux
12. La loutre
13. Il violinista di Dooney
14. La vie orange
15. Madame